# Ernest et les joyeuses colonies
Pour plus de détails, voir Fiche technique et Distribution.
Ernest et les joyeuses colonies (titre original : Ernest Goes to Camp) est un film américain réalisé par John R. Cherry III, sorti en 1987.
Il s'agit du premier volet des aventures d'Ernest P. Worrell.

## Fiche technique
- Titre français : Ernest et les joyeuses colonies
- Titre original : Ernest Goes to Camp
- Réalisation : John R. Cherry III
- Scénario : John R. Cherry III & Coke Sams
- Photographie : Harry Mathias & Jim May
- Montage : Marshall Harvey
- Musique : Shane Keister
- Producteurs : Martin Erlichman & Elmo Williams
- Sociétés de production : Touchstone Pictures & Silver Screen Partners III
- Société de distribution : Buena Vista Pictures Distribution
- Pays de production :  États-Unis
- Langue : Anglais
- Budget :  6 000 000 US $
- Format : Couleur — 35 mm — 1,85:1 — Son : Dolby Stereo
- Genre : Comédie
- Durée : 92 min
- Date de sortie : 
  - États-Unis : 22 mai 1987

## Distribution
- Jim Varney (VF : Jacques Balutin) : Ernest P. Worrell
- Victoria Racimo as Nurse St. Cloud
- John Vernon as Sherman Krader
- Iron Eyes Cody as Chief St. Cloud, The Old Indian
- Lyle Alzado as Bronk Stinson, Krader's Foreman
- Gailard Sartain as Jake, Chef #1
- Daniel Butler as Eddie, Chef #2
- Patrick Day as Bobby Wayne
- Scott Menville as Crutchfield
- Danny Capri as Danny Simpson
- Jacob Vargas as Butch "Too Cool" Vargas
- Todd Loyd as Chip Ozgood
- Hakim Abdulsamad as Moustafa "Moose" Hakeem Jones
- Eddy Schumacher as Counselor Ross Stennis
- Richard Speight Jr. as Brooks
- Andy Woodworth as Pennington
- Buck Ford as Mr. Elliott Blatz, Krader's Attorney
- Larry Black as Mr. Tipton, the Head Counselor of Kamp Kikikee
- Hugh Sinclair as Counselor Sparks
- Johnson West as Counselor Puckett
- Jean Wilson as State Supervisor
- Ivan Green as Mr. Stewart
- Christian Haas as Molly Stewart
- Brenda Haynes as Mrs. Stewart
- Charlie Lamb as Miner
- Mac Bennett as Miner